# Cezaria Iljin-Szymańska

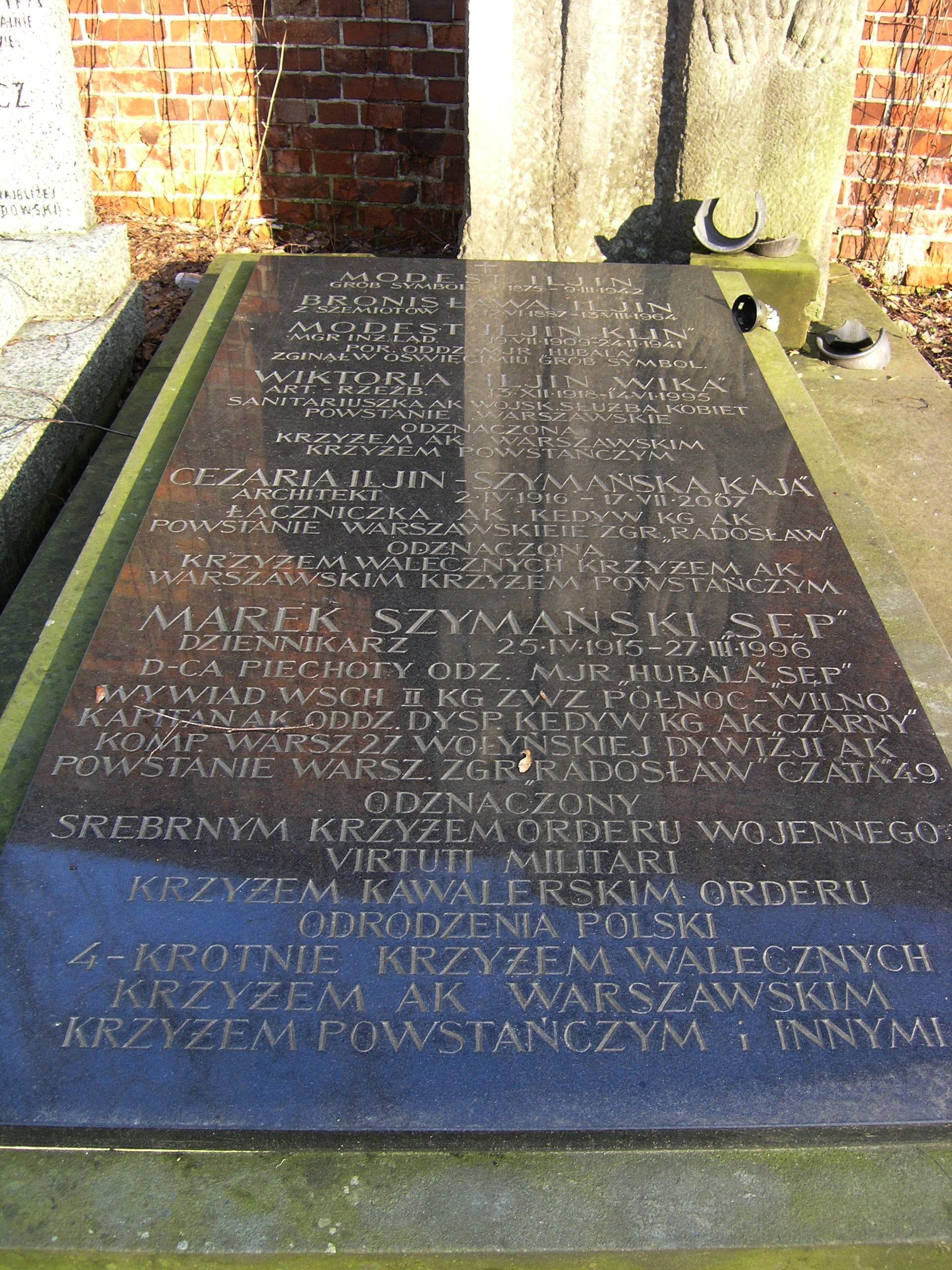
Grób architekt Cezarii Iljin-Szymańskiej Starych Powązkach w Warszawie (stan na marzec 2012)

Cezaria Iljin-Szymańska ps. „Kaja” (ur. 2 kwietnia 1916, zm. 17 lipca 2007 w Warszawie) – polska architekt, działaczka podziemia i członkini SARP. Żona żołnierza AK kapitana Marka Sępa Szymańskiego.

## Życiorys
Córka Modesta Iljina (zesłańca na Sybir z 1905) i Bronisławy z Szemiotów. Rodzice Cezarii pobrali się na Syberii, gdzie w 1909 rodzi się w Orenburgu ich syn Modest (mgr inż. ląd. – Hubalczyk). Cezaria przychodzi na świat 2 kwietnia 1916, w domu babki, skąd wraz z matką – jako niemowlę wraca na Syberię. Ochrzczona została w Bamaule. Rodzina mieszka w Dżungarii, w miasteczku Zajsan. Do Polski powracają w 1923. Zamieszkują w Białymstoku. W 1930 rodzina przeprowadza się do Wilna, gdzie Cezarina zdaje w 1933 maturę w Gimnazjum Elizy Orzeszkowej. W trakcie studiów na Wydziale Architektury Politechniki Warszawskiej pracuje latem w Gdyni i na Helu (przy budowie umocnień) a zimą w Warszawie w firmie „Polstephan”. Po uzyskaniu w 1937 tzw. półdyplomu zostaje kierowniczką pracowni architektury i planowania urządzeń sportowych w PUWFiPW.
Po wybuchu wojny wraz z kierownictwem PUWFiPW ewakuuje się w stronę Rumunii, jednak z Zaleszczyk wraca w kierunku Warszawy. Dociera do Zamościa, który zostaje przejęty przez Niemców z rąk sowieckich. W Zamościu włącza się w pomoc polskich żołnierzom dostarczając im fałszywe dowody tożsamości. Wraca do stolicy. Od 15 października 1939 w jej warszawskim mieszkaniu znajduje się punkt kontaktowy majora Henryka Dobrzańskiego „Hubala”. Marianna Cel „Tereska” przekazała Cezarii Iljin Order Virtuti Militari mjr „Hubala” celem naprawy w warszawskim zakładzie medalierskim. W trakcie okupacji studiuje dział urbanistyki na wydziale architektury na tajnej Politechnice. Jednocześnie pracuje w „Polstephan” i wykorzystując sieć firmy pomaga organizacji „Wachlarz” w zdobywaniu dokumentów wyjazdowych i przepustek. W 1943 przystępuje do Armii Krajowej, służy jako dyżurna kursów dywersyjnych KG AK „Zagajnik”.
Bierze udział w powstaniu warszawskim. Zostaje przydzielona do Zgrupowania „Radosław”, do plutonu „Torpedy” Tadeusza Jackowskiego, na barykadę „Lisa Kuli”, na rogu Żytniej i Okopowej. Walczy następnie na Starówce (łączniczka płk. Karola Ziemskiego „Wachnowskiego”), a po przejściu kanałami w Śródmieściu i ponownie w Zgrupowaniu „Radosław” na Czerniakowie. Z Czerniakowa wraz z rannymi przeprawia się na prawy brzeg Wisły. Początkowo zostaje aresztowana przez NKWD. Zwolniona udaje się do Białegostoku w poszukiwaniu matki. Pod koniec 1944 ponownie aresztowana i wywieziona przez NKWD do obozu nr 41 w Ostaszkowie.
Po powrocie do Polski w 1946 pracuje jako kierownik pracowni lub zespołu w Biurze Odbudowy Stolicy, w Zrzeszeniu Osiedli Robotniczych i w Biurze Projektów Warszawa-Południe, a następnie jako adiunkt w Instytucie Urbanistyki i Architektury, Instytucie Kształtowania Przestrzeni i Ochrony Środowiska oraz własnej pracowni. Należała do SARP-u i TUP-u. Była rzeczoznawcą SARP-u.
Pochowana na cmentarzu Powązkowskim (Stare Powązki) – kw. 188 rz. 3 grób 40/41.
Order Virtuti Militari majora Henryka Dobrzańskiego „Hubala” Cezaria Iljin-Szymańska przechowywała do 1994 kiedy przekazała go do Izby Pamięci znajdującej się w 41 Ośrodku Szkolenia Specjalistów Samochodowych w Tomaszowie Mazowieckim. Jest autorem projektu sztandaru Środowiska Żołnierzy „Hubalczycy”.

## Twórczość
Autorka dwóch książek:
- Urządzenia kultury w miastach – Warszawa, Państwowe Wydawnictwo Naukowe 122 s.,obr.,tab. (1980) ISBN 83-01-00461-4.
- Kpt. Marek Szymański „Sęp”, „Rafał”, „Czarny”: od legendy Hubala – do Wronek

## Odznaczenia
- Srebrna Odznaka Odbudowy Stolicy (2000)[7]
- Krzyż Walecznych (dwukrotnie)
- Medal Wojska (trzykrotnie)
- Krzyż Armii Krajowej
- Krzyż Kampanii Wrześniowej
- Medal Zwycięstwa i Wolności 1945
- Odznaka Grunwaldzka
- Odznaka pamiątkowa Akcji „Burza”
- odznaka pamiątkowa Zgrupowania „Radosław”

## Nagrody
- IV nagroda na projekt pomnika Chopina w Warszawie (1951)[7]

## Upamiętnienie
Jest bohaterką beletrystycznej opowieści historycznej Aleksandry Ziółkowskiej-Boehm, pt. Kaja od Radosława, czyli historia Hubalowego Krzyża wydanej w 2006 przez Warszawskie Wydawnictwo Literackie MUZA. ISBN 83-7319-975-6. Książka została nagrodzona przez Związek Pisarzy Polskich na Obczyźnie w Londynie jako Najlepsza Książka Roku 2006.